# Михайлово (Врачанская область)
Михайлово (болг. Михайлово) — село в Болгарии. Находится в Врачанской области, входит в общину Хайредин. Население составляет 1 080 человек.

## Политическая ситуация
В местном кметстве Михайлово, в состав которого входит Михайлово, должность кмета (старосты) исполняет Валери Занков Крумов (Граждане за европейское развитие Болгарии (ГЕРБ)) по результатам выборов правления кметства.
Кмет (мэр) общины Хайредин — Радослав Тодоров Стойков (Болгарская социалистическая партия (БСП)) по результатам выборов в правление общины.